# Cosmia limopa
Cosmia limopa là một loài bướm đêm trong họ Noctuidae.